# Miriam Leone

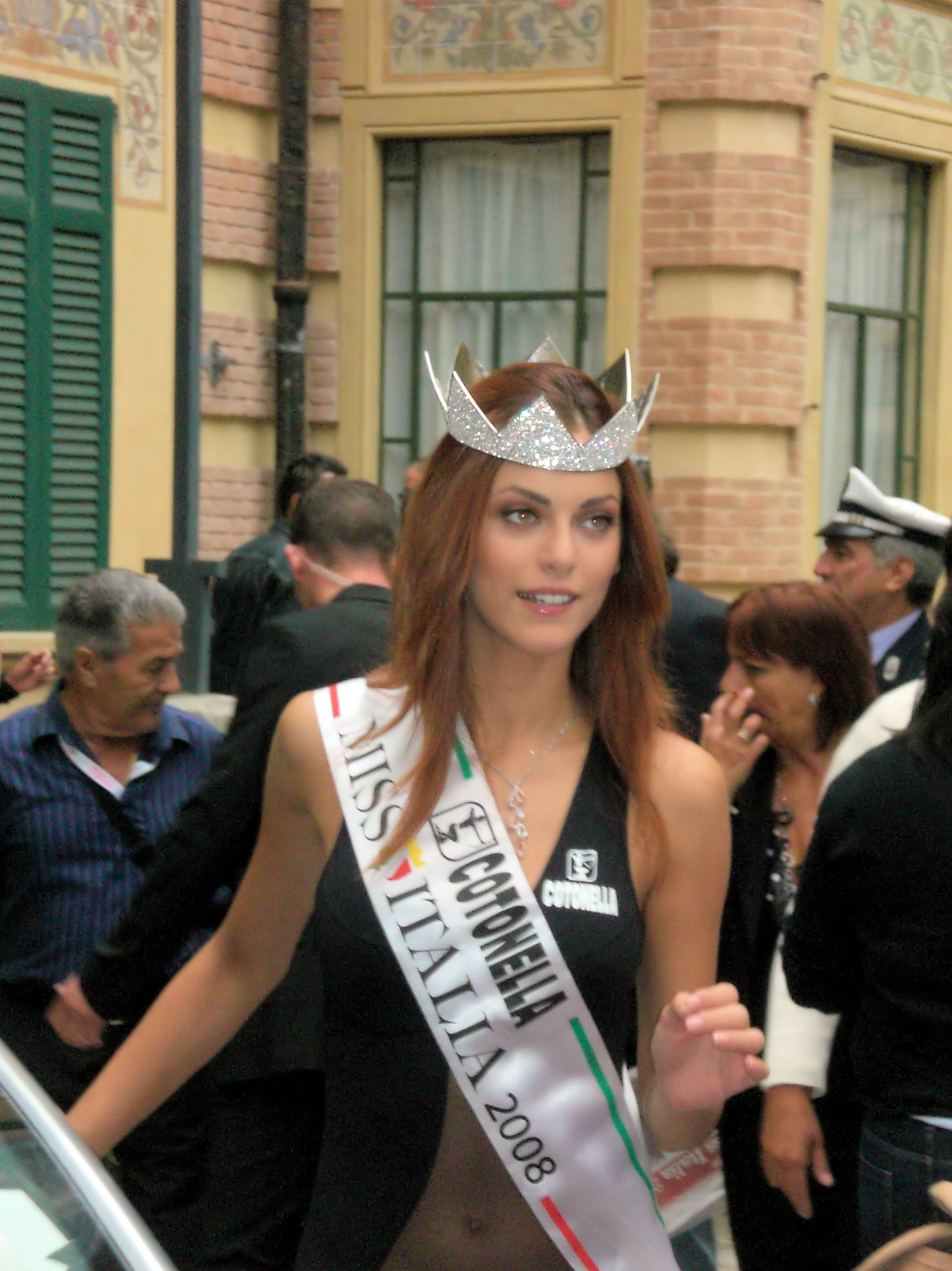
Miriam Leone na haar overwinning als Miss Italia in 2008

Miriam Leone (Catania, 14 april 1985) is een Italiaans model en actrice. Haar ouders waren Ignazio Leone, een leraar Latijn, en Gabriella Leone, een gemeenteambtenaar.
Leoni groeide op in Aci Catena op Sicilië. Ze werd Miss Italia 2008. Miriam Leone is 1m75 en heeft groene ogen. Aansluitend begon ze als presentatrice op Rai Uno in programma's als Unomattina, Ciak! Si Canta en Mattina in famiglia. In 2011 was ze presentatrice voor de Nastro d'argento.
Sinds 2010 is ze actief als actrice in televisieseries als Distretto di Polizia, La dama velata, 1992 en The Medicis.
- Gemeinsame Normdatei: 1070190365
- International Standard Name Identifier: 0000 0004 4879 1497
- Library of Congress Control Number: no2018112819
- MusicBrainz: 10c2cd08-bf44-43e2-87de-0ac2476251a0
- Nederlandse Thesaurus van Auteursnamen: 398817731
- Istituto Centrale per il Catalogo Unico: BCTV008763
- Système universitaire de documentation: 193983826
- Virtual International Authority File: 315940194
- WorldCat: E39PBJfh6T4cXBpHpfvpQG9FKd